# 長體羊舌鮃
長體羊舌鮃為輻鰭魚綱鰈形目鰈亞目鮃科的其中一種，為熱帶海水魚，分布於西太平洋印尼、菲律賓及澳洲西北部海域，棲息深度3-224公尺，體長可達11公分，棲息在珊瑚沙底質底層水域，以底棲生物為食，生活習性不明。

## 扩展阅读
維基物種上的相關：長體羊舌鮃